# Alessandro Verre
Alessandro Verre (Marsicovetere, 17 novembre 2001) è un ciclista su strada italiano che corre per il team Arkéa-B&B Hotels. È professionista dal 2022.

## Palmarès
- 2021 (Team Colpack)

1ª tappa Giro della Valle d'Aosta (Pollein > Pollein)

## Piazzamenti

### Grandi Giri
- Giro d'Italia

2023: ritirato (14ª tappa)
2024: 73°
2025: 104°

### Classiche monumento
- Milano-Sanremo

2023: 166º
2025: 160º
- Giro di Lombardia

2023: ritirato
2024: 98°

### Competizioni europee
- Campionati europei di ciclocross

Rosmalen 2018 - Juniores: 46º